# 402 a. C.
El año 402 a. C. fue un año del calendario romano prejuliano. En el Imperio romano se conocía como el Año del Tribunado de Ahala, Cornuto, Fidenas, Capitolino, Esquilino y Fidenas (o menos frecuentemente, año 352 Ab urbe condita).

## Acontecimientos
- Lucio Verginio Tricosto Esquilino, tribuno con poderes consulares

## Nacimientos
- Foción, Ateniense, político y general (murió c. 318 a. C.)

## Fallecimientos
- Rey Weilie de Zhou

- Datos: Q231684